# Конюнкция
Конюнкция се нарича както едно сложно (съобщително) изречение, възникнало от свързването на две (съобщителни) изречения чрез съюза „и“ (които в случая играят ролята на негови „подизречения“, наричани „конюнкти“), така и самият съюз „и“, разбиран в смисъла на логическа частица или логически оператор, който създава следната истинностно-функционална зависимост: едно конюнктивно изречение е истинно (има стойност по истинност И), когато всички негови подизречения са истинни, и неистинно (има стойност по истинност Н), когато поне едно от тях е неистинно. За да се различават конюнкцията в смисъла на специфичен вид сложно изречение и конюнкцията в смисъла на логически оператор, някои автори запазват думата „конюнкция“ само за сложното изречение и използват за оператора термина „конюнктор“. Символният израз на конюнктора е знакът {\displaystyle \land }. Условията за истинност на една конюнкция {\displaystyle p\land q} между изреченията {\displaystyle p} и {\displaystyle q} могат да се посочат чрез следната таблица:
| аргумени          | аргумени          | функция                                                    |
| {\displaystyle p} | {\displaystyle q} | {\displaystyle p} {\displaystyle \land } {\displaystyle q} |
| ----------------- | ----------------- | ---------------------------------------------------------- |
| И                 | И                 | И                                                          |
| И                 | Н                 | Н                                                          |
| Н                 | И                 | Н                                                          |
| Н                 | Н                 | Н                                                          |

където първите две колонки – тази под {\displaystyle p} и и тази под {\displaystyle q} – показват във всеки ред по една от четирите възможни комбинации на стойностите по истинност {\displaystyle p} и {\displaystyle q}, а именно И (истина) и Н (неистина), а колонката под {\displaystyle p\land q} показва каква е даваната от {\displaystyle p\land q} стойност по истинност за съответната комбинация. Тъй като както {\displaystyle p}, така и {\displaystyle q}, може да получи точно една от две стойности – И, ако е истинно, и Н, ако е неистинно, – възможните комбинации на техните стойности, както се вижда, са четири и съответно са четири и случаите, в които {\displaystyle p\land q} дава по една стойност по истинност. Огледалната операция на конюнкцията {\displaystyle \land } е дизюнкцията {\displaystyle \lor }.
Заключенията, които се получават въз основа на значението на конюнктора, се изследват в пропозиционалната логика. {\displaystyle \land } е логическа константа в езика на пропозиционалната логика.
Пример за конюнктивно изречение е: „Слънцето е изгряло и небето е облачно“ (изразено с конюнктора: „Слънцето е изгряло {\displaystyle \land } небето е облачно“) с подизречения „Слънцето е изгряло“ и „небето е облачно“. Логическата конюнкция не бива да се схваща обаче като ,превод‘ на думата „и“ от естествения – в случая: българския – език на езика на логиката. Думата „и“ съдържа и редица нюанси в смисъла си, които логическият оператор {\displaystyle \land } не предава. Напр. понякога с „и“ се описва и последователност във времото. Има разлика между двете изречения „Тя го напусна и той спря да мисли за нея“ и „Той спря да мисли за нея и тя го напусна“. В други случаи, напр. в аритметичното твърдение „{\displaystyle n} е четно и по-голямо от 5“, във формален запис:
{\displaystyle \exists x(x\in \mathbb {Z} \land n=2.x)\land n>5}
({\displaystyle n} е равно на удвояването на едно цяло число {\displaystyle \land } {\displaystyle n} е по-голямо от 5)
такава времева последователност не е интендирана. Това твърдение има същия смисъл като „{\displaystyle n} е по-голямо от 5 и четно“ в символен запис:
{\displaystyle n>5\land \exists x(x\in \mathbb {Z} \land n=2.x)}.
Смисълът на логическия оператор {\displaystyle \land } обхваща само истинностно-функионалното ядро на думата „и“, което е дефинирано с горната таблица за истинност.
Тъй като на конюнкцията е присъщо свойството комутативност (разместително свойство):
{\displaystyle p\land q\Leftrightarrow q\land p}
както и свойството асоциативност (съдружително свойство):
{\displaystyle (p\land q)\land r\Leftrightarrow p\land (q\land r)}
(където знакът {\displaystyle \Leftrightarrow } изразява логическа еквивалентност),
„конюнкция“ се наричат понякога и комплексни конюнктивни изречения с повече от два конюнкта:
{\displaystyle p\land q\land r}
и по-общо:
{\displaystyle p_{1}\land p_{2}\land p_{3}\land {...}\land p_{n}}
като въпреки това не бива да се забравя, че конюнкцията е (дефинирана като) бинарна, т.е. двуместна логическа операция.

## Теория на множествата
В математиката за „конюнкция“ говори понякога и при дефинирането на операцията сечение на две множества. Сечението е резултантното множество, състоящо се от елементите, принадлежащи едновременно и на двете изходни множества.
Сечението на множества се отбелязва със символа ∩, така че новото множество, възникнало от сечението на множествата A и B, се записва като „A ∩ B“.
Формално:
x е елемент на A ∩ B ако и само ако
x е елемент от A
и (т.е. конюнкция)
x е елемент от B.
A∩B ≝ {x|(x∈A)∧(x∈B)}
Например:
- {1, 2, 3} ∩ {2, 3, 4} = {2, 3}
- {1, 2} ∩ {3, 4} = Ø

Конюнкцията, както беше споменато по-горе, притежава свойствата комутативност и асоциативност, така че това се пренася и върху записа на сечението на две множества:
- A ∩ B = B ∩ A;
- (A ∩ B) ∩ C = A ∩ (B ∩ C);

Например: A ∩ B ∩ C ∩ D = A ∩ (B ∩ (C ∩ D))
Основната идея за конюнкцията в теорията на множествата е пресичане на случаен (произволен) не-празен сбор от множества.
Една малко по-девиантна употреба на думата „конюнкция“ е следната. Ако M е едно непразно множество от множества, тогава x е елемент на конюнкция на M ако и само ако за всеки елемент A от M, x е елемент на A.
В символи:
{\displaystyle \left(x\in \bigcap \mathbf {M} \right)\leftrightarrow \left(\forall A\in \mathbf {M} .\ x\in A\right).}
Идеята, която включва горното, е, че напр. фактът, че A ∩ B ∩ C е конюнкция на множеството от множества {A,B,C}, означава, че х е елемент на A ∩ B ∩ C точно тогава, когато х е елемент на А {\displaystyle \land } х е елемент на В {\displaystyle \land } х е елемент на С.
Нотацията на последната концепция може да варира значително.
Теоретиците на множества ще пишат понякога „∩M“, докато други ще пишат вместо това „∩A{\displaystyle {\in }}M A“.
Втората може да се генерализира като „∩i{\displaystyle {\in }}I Ai“, което се отнася до конюнкцията на сбора {Ai : i {\displaystyle {\in }} I}.
Тук I е не-празно множество, и Ai е множество за всеки i в I.